# Автоботи
Автоботи (англ. Autobots) — протагоністи вигаданого всесвіту трансформерів та герої численних творів за ним: коміксів, книг, мультфільмів й кінофільмів. Протягом всієї саги вони представлені позитивними персонажами, що протистоять агресивним і злим Десептиконам. Найвідомішими з лідерів Автоботів є Оптимус Прайм (англ. Optimus Prime), Родаймес Прайм (англ. Rodimus Prime), Стар Сейбер (англ. Star Saber), Ультра Магнус (англ. Ultra Magnus) і Фортрес Максимус (англ. Fortress Maximus).
Емблемою Автоботів є стилізоване обличчя, подібне на людське, металічного або червоного кольору.

## Місце у всесвіті трансформерів
Автоботи представляють високі ідеали своєї батьківщини — Кібертрона. Будучи від природи не схильними до агресії, Автоботи змушені героїчно боротися за мирне життя проти Десептиконів.
Під керівництвом Ради Старійшин Автоботи були родоначальниками кібертронської цивілізації, про що свідчить більшість відомих їхнім ученим джерел. Вони становили ядро цивілізації Кібертрона — в усякому разі, до появи угрупування Десептиконів під командуванням Меґатрона (вважали, що до того часу всі Трансформери початково були Автоботами).

## Історія

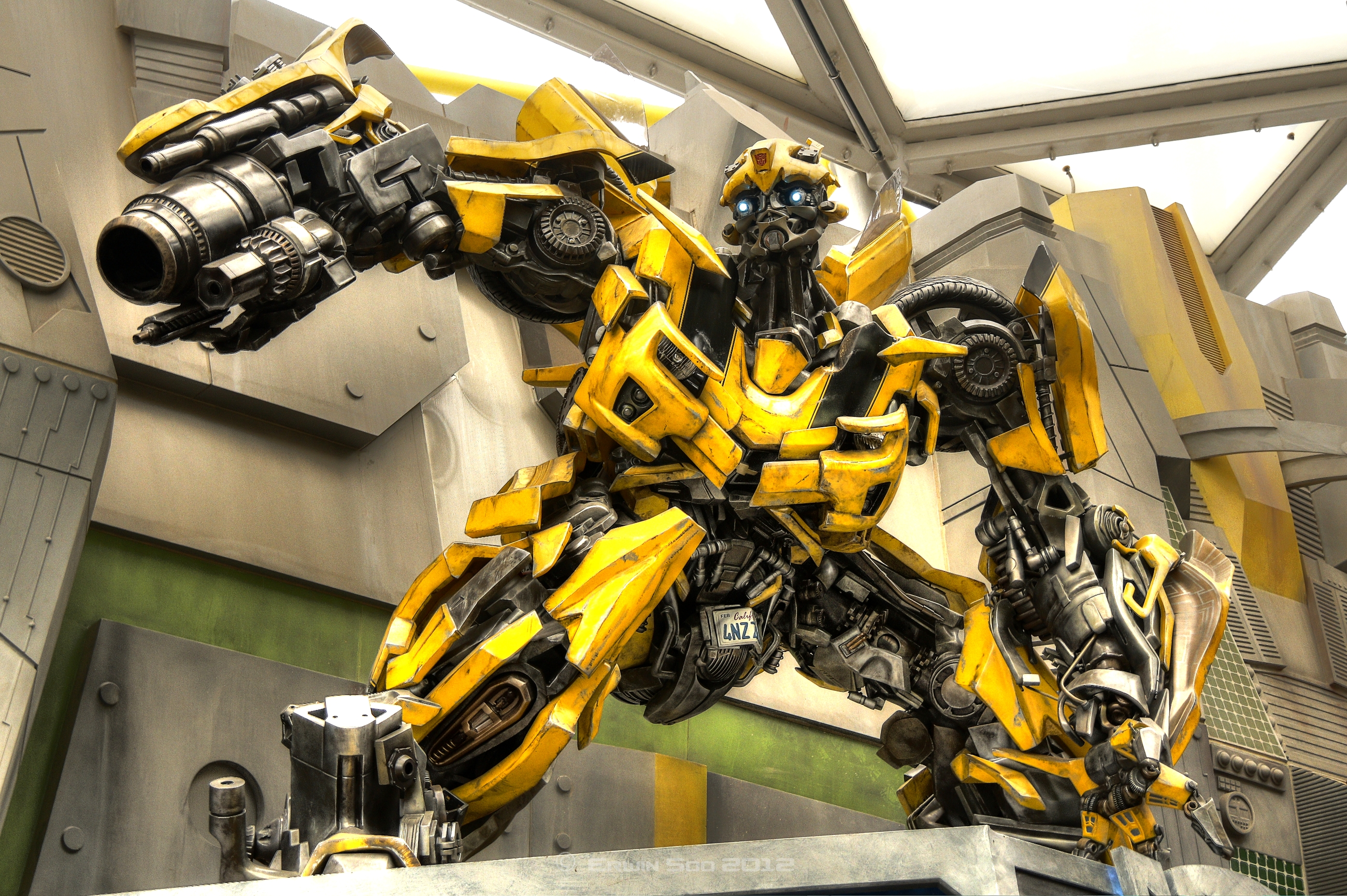
Автобот Бамлбі (скульптура за фільмами Майкла Бея)

### Походження
Походження Автоботів різне в різних джерелах. Згідно з коміксами Marvel, всі трансформери були створені Праймусом — богом-трансформером, який до моменту дії сюжету творів за всесвітом трансформував себе в планету Кібертрон. Автоботи ж були захисними механізмами, створеними з метою оберігати Праймуса від його злого брата Юнікрона.
Згідно сюжетної лінії мультфільмів, мальованих в США, Автоботи — це величезні роботи, створені расою квінтессонів як слуги, котрі повстали проти своїх володарів.
У кінофільмі «Трансформери» їх назва розшифровується як «Автономні роботизовані форми життя». Але через те, що Автоботи трансформуються переважно в автомашини, поширеною є й інша розшифровка назви: «автомобілі-роботи».

### Клан Прайм
Хоча у Автоботів була Рада Старійшин, лідерство за давньою традицією зосереджувалося в одних руках. Обраному лідером вручалася Матриця Лідерства Автоботів, налаштувавши яку, він ставав могутнім Праймом. Пост лідера традиційно займали наймудріші й найшанованіші Автоботи, термін правління яких тривав доти, поки черговий Прайм не гинув або не передавав Матрицю тому, кого вважав найдостойнішим. Зазвичай він сам вибирав наступника, хоча могли бути і винятки (наприклад, у мультфільмі «Трансформери: The Movie» Оптимус Прайм перед смертю передав Матрицю Ультра Магнусу, але той не зміг відкрити її і використовувати її силу, і тому не став черговим Праймом).
- Прима — найперший трансформер і перший носій Матриці, володар Зоряного Меча.
- Нексус Прайм — прабатько гештальтів, що складається з двох Автоботів і трьох Десептиконів, один з яких замкнений у паралельному вимірі.
- Логос Прайм — перший касетник.
- Біст Прайм — предок максималів.
- Алхеміст Прайм — один з Альфа Тріона, просвітитель Кібертронської цивілізації.
- Амальгамус Прайм — трикстер.
- Лаг Максімо — могутній темний трансформер, рівний за силою з Фолленоа.
- Солус Прайм — єдина жінка-трансформер (фембот0 в історії праймів. Творець безлічі кібертронських артефактів і володарка Молота солус.
- Меґатронус Прайм — також відомий як Фоллен. Один з перших Тринадцяти Праймів, котрий зрадив своїх побратимів і був відправлений у вигнання. Пізніше Меґатрон назвав себе на його честь.
- Гвардіана Прайм (спочатку — Пре-Трансформер) — йому передалася Матриця, проте пізніше був убитий. Судячи із зовнішності, він — предок Хот Рода.
- Альфа Прайм (спочатку — Альфа Тріон, також А-3) — 11 мільйонів років тому очолив повстання трансформерів проти панування Квінтессонів, в результаті якого ті були вигнані з Кібертрона. З часом відійшов від справ, але залишився найстарішим і наймудрішим з Автоботів; довгий час був хранителем Сигма Комп'ютера. Колись Альфа Тріон створив Оптимуса Прайма, і тісний зв'язок між ними збереглася навіть тоді, коли Альфа Тріон злився з Сигма Комп'ютером. Оптимус неодноразово звертався до свого «батька» за порадою і допомогою.
- Вектор Прайм — легендарний Хранитель Часу і Простору, трансформер майже такий же старий, як і сам час. Вектор Прайм був одним з перших 13-и трансформерів, створених Праймусом, першим лідером Автоботів і носієм Матриці Лідерства. Мільйони років він, за дорученням Праймуса, перебував поза плином часу, спостерігаючи за історією Всесвіту. Тим не менш, він змушений був примкнути до сучасних Автоботів, коли виникла загроза Чорної Діри в мультсеріалі «Трансформери: Кібертрон». Вектор Прайм володіє величезною кількістю знань, саме він є ключовою фігурою в пошуках Кіберключів Планет, оскільки дуже багато знає про них. Як і будь-який Автобот, він дуже цінує життя, і завжди захищає його.
- Номіус Прайм - попередник Зети Прайма.
- Зета Прайм — за грою Transformers: War for Cybertron, охороняв пристрій, що дозволяє активуватиКлюч Омеги. Після поразки від рук Меґатрона, Саундвейва і Брейкдауна вважався загиблим. Але насправді був полонений у в'язниці міста Каон, де камера Зети перебувала під охороною Саундвейва. Пізніше був звільнений Оптимусом, Бамблбі і Сайдсвайпом, але незабаром після звільнення помер від отриманих ушкоджень.
- Сентинел Прайм — за версією фільму «Трансформери 3: Темний бік Місяця» був безпосереднім попередником Оптимуса Прайма на посаді лідера Автоботів, але згодом перейшов на бік Десептиконів.
- Оптимус Прайм (спочатку — Оріон Мирний) — протягом останніх 7 мільйонів років був незмінним лідером Автоботів; в 2005 у покинув посаду через тимчасову смерть від рук Меґатрона.
- Родаймес Прайм (спочатку — Хот Род) — був лідером Автоботів в період з 2005 по 2007 (до повернення Оптимуса Прайма). Згідно з версією японського серіалу «Headmasters», в 2011 повернувся на пост лідера, коли Оптимус Прайм в черговий раз пожертвував своїм життям заради того, щоб запобігти вибуху Сигма Комп'ютера. Однак після того, як Кібертрон був підірваний підручними Скорпоноком, вирішив, що більше не гідний очолювати Автоботів, і відправився в подорож по Всесвіту — шукати світ без воєн і руйнувань.

### Війна на Кібертроні
Коли вибухнула війна, що розколола Кібертрон, Автоботи об'єдналися під командуванням Оптимуса Прайма. Оптимус Прайм діяв з великою проникливістю, створивши ядро армії з 19 славетних воїнів. Саме їх він узяв із собою в перший політ «Ковчега», не припускаючи, що він закінчиться падінням на Землю й деактивацією екіпажу протягом 4 мільйони земних років.
Під час їх відсутності на Кібертроні Автоботи дещо здали свої позиції. Їх очолили Фортрес Максимус і Ультра Магнус, але їм не вдавалося, подібно Оптимусу Прайму, об'єднати Автоботів і надихнути на подальші звершення. Так перед Великим Занепадом Кібертрона Автоботи розгубили все, що надбали під керівництвом Оптимуса Прайма.

### Після Великого Занепаду Кібертрона
Коли Кібертрон був пробуджений Шоквейвом, початкова недовіра до нього Автоботів швидко зникла, коли багато їхніх соратників погодилися розділити з ним лідерство на Кібертроні. Деякі Автоботи не погодилися з такою позицією своїх товаришів і сформували підпільний рух опору. Саме тоді починалася історія Хот Рода, який став лідером найрадикальнішої групи, члени якої віддавали належне його відвазі, відданості й безкорисливості. Його вчителем був досвідчений ветеран Автоботів Кап. Дуже скоро їхня партія прославилася активними підривними діями проти диктаторського режиму Шоквейва.
З поверненням Оптимуса Прайма на Кібертрон Автоботи забули про суперечності та знову присвятили свої життя боротьбі з Десептиконами.

## Команди Автоботів
- Диноботи (лідер — Грімлок): при трансформації набувають вигляду механічних динозаврів. Здатність до злиття у них відсутня, але це не створює проблем, оскільки вони є чи не найсильнішими з усіх Автоботів. Диноботи не вирізняються інтелектом, проте мають видатні бойові якості та вміють літати.

- Аероботи (лідер — Сільверболт): трансформуються в літаки різних моделей. Серед Автоботів мають найвищі показники швидкості. Вони були створені спеціально для протидії Еффектиконам — загону Десептиконів, які трансформуються в автомобілі.

- Протектоботи (лідер — Хот Спот): набувають при трансформації форми рятувальної техніки; однак, крім рятувальних операцій, вони нерідко з'являються і на полі бою як ударна сила. Сміливі й безмежно віддані ідеалам Автоботів, протектоботи разом складають Дефенсора.

- Техноботи (лідер — Скатторшот) — різні за вдачею, характерам і альтернативними формами Автоботи, сконструйовані Грімлоком (коли в результаті аварії він перетворився на генія). Але щоб нові трансформери змогли здолати Абомінус, лідер диноботів передав свій знайдений суперінтелект гештальту техноботів — Комп'ютрону.

- Троттлботи (лідер — Голдбаг) — команда Автоботів, що є гарнізоном міста-трансформера Метроплекс.

- Брати-Автоботи (лідер — Ікс-Броун) — команда, що складається з трьох Автоботів — Ікс-Броуна, Провула і Сайдберна.

- Рекери — ударний загін спеціального призначення Автоботів, який веде війну «за своїми правилами». Найвідоміші з рекерів — Балкхед і Уілджек.

- «Об'єднаний загін „Удар Блискавки“»  (англ. Lightning Strike Coalition) (лідер — Грімлок) — силовий загін Автоботів, що змагається з Рекерами.